# Lineo Shoai
Lineo Shoai (sinh ngày 10 tháng 1 năm 1979) là một vận động viên chạy nước rút Lesotho. Cô đã thi đấu ở nội dung 200 mét nữ tại Thế vận hội Mùa hè 1996.